# Enrico Martini (partigiano)
Enrico Martini nome di battaglia "Mauri" (Mondovì, 29 gennaio 1911 – Isparta, 19 settembre 1976) è stato un militare e partigiano italiano. Maggiore del Corpo degli alpini, fu fondatore e comandante del 1º Gruppo Divisioni Alpine, il gruppo di partigiani autonomi più importante ed efficiente durante la Resistenza, e venne decorato con Medaglia d'oro al valor militare a vivente. Nel dopoguerra cambiò nome aggiungendo il suo pseudonimo di battaglia, divenendo ufficialmente Enrico Martini Mauri

## Biografia
Nato a Mondovì il 29 gennaio 1911 figlio di Battista Agostino e Clara Francolino.

### Carriera militare
Dopo la maturità classica fu ammesso all'Accademia militare di Modena nel 1929, al termine della quale proseguì nella regolare carriera di ufficiale degli alpini, nel 1936 con il 7º Reggimento alpini della divisione Pusteria, partecipa alla campagna etiopica e nella battaglia del lago Ascianghi è decorato con la Croce di guerra al valor militare.
Iniziata la seconda guerra mondiale, nell'aprile del 1941 viene promosso Capitano e destinato in Africa settentrionale italiana, ove rimane fino alla primavera del 1943, prendendo parte alla battaglia di Marmarica e del deserto egiziano. Fu decorato di due Croci di guerra al valor militare e promosso al grado di Maggiore per merito di guerra.

#### Nella Resistenza
Rimpatriato nella primavera del 1943, è assegnato allo stato maggiore dell'esercito, ove rimane fino all'armistizio dell'8 settembre 1943, data alla quale si aggrega ad un reparto di Granatieri, partecipando alla difesa di Roma. Non risponde all'appello lanciato dal Maresciallo d'Italia Rodolfo Graziani, e in seguito raggiunge il Piemonte per unirsi alle unità della 4ª Armata, supponendo di dover proseguire nella resistenza contro i tedeschi. Viene catturato e imprigionato nel campo di concentramento di Apuania, da dove riesce nottetempo ad evadere ed il 17 settembre raggiunge le vallate del Monregalese.
Di sentimenti monarchici, inizia l'organizzazione delle prime unità, da queste Valli, alle Langhe, al Monferrato, in venti mesi di combattimenti ininterrotti e spietati contro i nazifascisti, forma il 1º Gruppo Divisioni Alpine del C.V.L. che alla data del 25 aprile 1945 conterà nove divisioni partigiane con oltre 5000 uomini bene armati ed addestrati Contribuisce ampiamente alla liberazione di Torino, Asti, Alessandria, Alba, Bra, Mondovì, Ceva, Savona, dopo aver pagato alla Causa della Libertà un tributo di novecento morti e di oltre mille feriti e mutilati. Ai partigiani del I Gruppo Divisioni Alpine vennero conferite, per l'attività nel corso della Guerra di Liberazione, 6 Medaglie d'oro al Valor Militare e 5 d'argento..

#### Contrasti con il CLN
Non mancò neppure qualche difficoltà ad essere riconosciuto come comandante, da parte del CLN provinciale di Cuneo, per il quale "Mauri" non era sufficientemente conosciuto e secca fu la risposta del comandante:  
(Mauri, Con la Libertà e per la libertà, pag. 9)

### Il dopoguerra
Al termine della guerra fu membro della Consulta Nazionale (1945-1946) in rappresentanza delle Formazioni Autonome, e fu strenuo sostenitore della concessione della Medaglia d'oro al valor militare alla città di Alba, quando era stato proposto il conferimento della Medaglia d'argento, inviando una lettera alla commissione Militare Regionale Piemontese.
Nel 1947 chiese, ed ottenne, il collocamento nella riserva, lasciando il servizio attivo nell'Esercito Italiano con il grado di tenente colonnello. Si laureò in Giurisprudenza all'Università di Torino e divenne dirigente d'azienda.
Morì in Turchia, a causa di un incidente aereo, il 19 settembre 1976.

## Riconoscimenti
Il 12 novembre 1947, il Consiglio comunale di Alba, con deliberazione n. 9, gli conferisce la cittadinanza onoraria.

(Alba 12 novembre 1947)
 Le città di Alba e Torino gli hanno dedicato una via

## Letteratura
- Il partigiano Johnny di Beppe Fenoglio

## Onorificenze

### Italiane
A cui si aggiunge la promozione a Tenente Colonnello per Meriti di Guerra:

Da un pugno di partigiani raccoltisi attorno a lui poco dopo l'armistizio dell'8 settembre 1943, riusciva a creare un raggruppamento di divisioni alpine che divenne poderoso strumento di guerra nel successivo sviluppo della lotta armata clandestina. Ricercato dal nemico che lo perseguitò negli affetti famigliari, catturato e sfuggito alla prigionia, mai ha esitato nel mettere al servizio della causa la sua capacità di organizzatore e di comandante. Concludeva con perizia ed ardimento importanti operazioni militari impegnando grandi unità nemiche particolarmente nelle Valli Corsiglia, Casotto, Mongie e Tanaro e nella azione di Dogliani. Le formazioni da lui comandate superarono la forza di 5000 uomini bene armati e addestrati.
(Piemonte, Langhe, ottobre 1943-settembre 1944)

### Periodici
- Claudio Conti, Divergenze parallele, in Il Granatiere, n. 4, Roma, Associazione Nazionale Granatieri di Sardegna, ottobre-dicembre 2013,  pp. 12-13.